# Transkaspijski Międzynarodowy Szlak Transportowy

Logo Transkaspijskiego Międzynarodowego Szlaku Transportowego

Mapa Korytarza Środkowego

Korytarz Środkowy, zwany także Transkaspijski Międzynarodowy Szlak Transportowy (ang. TITR — Trans-Caspian International Transport Route) – szlak handlowy z Azji Południowo-Wschodniej i Chin do Europy przez Kazachstan, Morze Kaspijskie (wykorzystując promy kolejowe do przekroczenia Morza Kaspijskiego), Azerbejdżan i Gruzję z odnogami na Turcję, Rumunię i Ukrainę. Jest to alternatywa dla Korytarza Północnego na północy przez Rosję i Drogi Oceanicznej na południu, przez Kanał Sueski. Geograficznie Środkowy Korytarz jest najkrótszą trasą łączącą zachodnie Chiny z Europą, o ok. 30% krótszą niż Korytarz Północny.
Od 2022 r. Chiny zwiększyły swoje zaangażowanie w rozwój Środkowego Korytarza, podpisując umowy z Kazachstanem, Gruzją i Azerbejdżanem w celu rozwoju infrastruktury wzdłuż trasy.

## Transport
Statystyki przeładunków przez Korytarz Środkowy:
| Rok  | Liczba TEU [tys.] | Ilość w mln ton |
| ---- | ----------------- | --------------- |
| 2017 | 8,9               | 1,32            |
| 2018 | 15,2              | 1,0             |
| 2019 | 26                | 0,76            |
| 2020 | 21                | 0,78            |
| 2021 | 25,2              | 0,59            |
| 2022 | 33,6              | 1,49            |
| 2023 | 20,5              | 2,76            |
| 2024 | 56,5              | 3,33            |

W 2023 przetransportowano towary o wadze ok. 10% transportu przez Korytarz Północny.
Istnieją komercyjne połączenia  austriackich, azerskich i niemieckich operatorów logistycznych trasie mające upraszczać transport na szlaku z czasem przewozu z Chin do Europy w 30 dni  co jest krótsze niż trasy oceaniczne zapewniające czas przewozu 35-45 dni.
Wg. szacunków UE, bez większych modernizacji, korytarz jest w stanie osiągnąć przepustowość rzędu 130 tys. TEU z Chin do Europy. W przypadku usunięcia wąskich gardeł, możliwe będzie osiągnięcie poziomu 1,4 mln TEU przewozu kontenerów, wraz z 470 tys. TEU przewożonych pomiędzy krajami na szlaku.

## Połączenia
Głównymi przeszkodami utrudniającymi dalsze wykorzystanie Korytarza Środkowego są ograniczone możliwości portów morskich i kolei, brak jednolitej struktury taryfowej i jednego operatora oraz uwarunkowania geopolityczne wzdłuż trasy.
Korytarz przechodzi przez Morze Kaspijskie i opcjonalnie Morze Czarne. Do tego konieczna jest zmiana rozstawu toru. Szacuje się. że towary pomiędzy Chinami i Europą są średnio przeładowywane 5 razy, a w przypadku transportowania Korytarzem Środkowym co najmniej siedem.
Od rozpoczęcia pełnoskalowej inwazji Rosji na Ukrainę nie jest wykonywany transport towarów pomiędzy Ukrainą i Gruzją i transport tych towarów przez Ukrainę do Polski przez magistralę Odessa–Sławków (linia kolejowa nr 65).
W 2014 r. ukończono budowę Kolei Transkazachstańskiej, a w 2017 r. oddano do użytku linię kolejową Baku–Tbilisi–Kars (BTK). W 2024 roku modernizacja linii BKT zwiększyła możliwości obsługi towarowej do 5 mln ton rocznie.

### Kazachstan
Jednym z tzw wąskich gardeł jest stacja w Dostyku, na granicy kazahsko-chińskiej, gdzie przeładowywane są kontenery z wagonów normalnotorowych, używanych w Chinach na wagony szerokotorowe, dostosowane do rozstawu w państwach byłego ZSRS.
W marcu 2025 został ogłoszony start prac nad nową autostradą z Astany do połączenia transkaspijskiego. Nowa autostrada ma skrócić trasę między centralną i zachodnią częścią kraju o 560 km.

## Organizacja koordynująca
7 listopada 2013 roku zostało podpisane porozumienie o utworzeniu komitetu koordynującego szlak transkaspijski. W ramach prac, w grudniu 2016 roku została założona organizacja "Transkaspijski Międzynarodowy Szlak Transportowy".
Członkami założycielskimi są:
- Azerbaijan Caspian Shipping (Azerbejdżan)
- Koleje Azerbejdżańskie (Azerbejdżan)
- Baku International Sea Trade Port (Azerbejdżan)
- Georgian Railway (Gruzja)
- Aktau International Sea Commercial Port (Kazahstan)
- Kazakstan temyr żoły (Kazahstan)
- Batumi Sea Port (Gruzja)

Członkami stałymi są:
- Azerbaijan Caspian Shipping (Azerbejdżan)
- Koleje Azerbejdżańskie (Azerbejdżan)
- Baku International Sea Trade Port (Azerbejdżan)
- Georgian Railway (Gruzja)
- Aktau International Sea Commercial Port (Kazahstan)
- Kazakstan temyr żoły (Kazahstan)
- TCDD Transportation (Turcja)
- Ukrzaliznycia (Ukraina)

Członkami stowarzyszonymi są:
- PKP Linia Hutnicza Szerokotorowa (Polska)
- Port Kuryk (Kazahstan)
- Lianyungang Port Holdings Group (Chiny)
- Kazmortransflot (Kazahstan)
- Batumi Sea Port (Gruzja)
- Grampet Group (Rumunia)
- Baku Hovsan International Trade Sea Port (Azerbejdżan)
- Kascor-Transservis (Kazahstan)
- Aktau Marine North Terminal (Kazahstan)
- Pasifik Eurasia Lojistik Diş Ticaret (Turcja)
- BMF Port Burgas (Bułgaria)
- Alport Baku (Azerbejdżan)
- Semurg Invest (Kazahstan)
- LTG Cargo (Litwa)
- Global DTC (Singapur)
- Eastcomtrans (Kazahstan)
- Xian Free Trade Port (Chiny)[19]
- Poti Trans Terminals (Kazahstan)[19]
- UZ Cargo Poland (Polska)[19]